# Iglesia de Nuestra Señora de la Candelaria (Chipude)
La iglesia de Nuestra Señora de la Candelaria es la parroquia del pueblo de Chipude (municipio de Vallehermoso) en la isla de La Gomera (Islas Canarias, España). Se trata de uno de los templos espituales más importantes de la isla, en donde se venera a la Virgen de Candelaria de Chipude, la cual es considerada la segunda advocación mariana más venerada de la isla, tras la Virgen de Guadalupe (patrona de La Gomera).

## Historia y características
Chipude contó desde el siglo XVI con una ermita dedicada a Nuestra Señora de Candelaria, erigida en parroquia en 1655. El pendón de la isla de La Gomera es guardado en esta iglesia parroquial y sale en procesión junto a la Virgen de Candelaria. Esta primitiva ermita fue destruida parcialmente en el año 1604. En 1655 el templo es ampliado a raíz de que Chipude se segrega como parroquia independiente.
La última restauración que se realizó en el templo mariano tuvo lugar entre 1980 y 1984, con ayuda del Cabildo de La Gomera, porque el templo amenazaba en ruina. Este templo cuenta con dos naves y necesitaba aún en el siglo XVIII dorar el retablo mayor. En su interior se conserva una interesante custodia barroca procedente de Indias.
Al final de la nave de la Epístola, en el altar mayor, se encuentra la patrona de Chipude, de gran devoción en la isla de La Gomera, Nuestra Señora de Candelaria, una bella obra anónima de imaginería del siglo XIX posiblemente relacionada con el escultor tinerfeño Fernando Estévez de Salas.